# Sehlem (Niedersachsen)
Sehlem (Niedersachsen) este o comună din landul Saxonia Inferioară, Germania.